# Tuzinje
Tuzinje (en serbe cyrillique : Тузиње) est un village de Serbie situé dans la municipalité de Sjenica, district de Zlatibor. Au recensement de 2011, il comptait 125 habitants.
Tuzinje est situé sur les bords de l'Uvac.

## Démographie
| 1948 | 1953 | 1961 | 1971 | 1981 | 1991 | 2002 | 2011 |
| ---- | ---- | ---- | ---- | ---- | ---- | ---- | ---- |
| 608  | 686  | 724  | 545  | 530  | 299  | 204  | 125  |

|  |